# Eutelia perdicipennis
Eutelia perdicipennis är en fjärilsart som beskrevs av Moore sensu Pagenstecher 1888. Eutelia perdicipennis ingår i släktet Eutelia och familjen nattflyn. Inga underarter finns listade i Catalogue of Life.